# La Vela de Coro (Venezuela)
Pour les articles homonymes, voir La Vela de Coro.
La Vela de Coro est une ville de l'État de Falcón au Venezuela, capitale de la paroisse civile de La Vela de Coro et chef-lieu de la municipalité de Colina. La Vela de Coro est le port de la ville de Coro ; toutes deux sont inscrites sur la liste du patrimoine mondial comme site culturel et sur la liste du patrimoine mondial en péril.